# Joshua Safran
Joshua Safran é um produtor e roteirista da televisão.

## Biografia
Ele graduou-se na NYU Tisch com um Bacharelado de artes finas. Ele é judeu.
Ele foi um produtor executivo da série de televisão da CW Gossip Girl e foi o produtor executivo e escritor de segunda temporada  da série de televisão da NBC Smash. Ele compartilhou os créditos do roteiro do remake de 2014 do filme de 1981 Endless Love.
Ele é o criador, produtor executivo e o antigo escritor da série de drama e thriller da ABC Quantico. E atualmente ele está desenvolvendo o reboot do filme Fame para Lifetime. Também é o criador da série da Netflix Soundtrack.